# Omar Hasán Ahmad al Bashir
Omar Hasán Ahmad al Bashir (Hosh Bannaga, 1 de enero de 1944) es un exmilitar y político sudanés, que gobernó su país durante cerca de 30 años, desde 1989 hasta su derrocamiento en 2019 por un golpe de Estado. Posteriormente fue encarcelado, juzgado y condenado por múltiples cargos de corrupción. Alcanzó al poder en 1989, cuando, como brigadier general del Ejército sudanés, encabezó a un grupo de oficiales en un golpe de Estado que derrocó el gobierno del anterior primer ministro, Sadiq al-Mahdi.
En octubre de 2004, el gobierno de al-Bashir negoció un fin a la segunda guerra civil sudanesa, una de las más largas y sangrientas del siglo XX, concediendo autonomía limitada a Sudán del Sur. Desde entonces, sin embargo, hubo un violento conflicto de Darfur que resultó en un número impreciso de muertes, para el cual las cifras oscilan desde "miles de muertos" hasta las 400.000 personas fallecidas. Durante su presidencia, hubo múltiples revueltas entre la milicia Yanyauid y grupos rebeldes como el Ejército de Liberación del Pueblo Sudanés y el Movimiento de Justicia e Igualdad en forma de guerra de guerrillas en la región de Darfur. La guerra civil provocó más de 2,5 millones de refugiados, y en crisis para las relaciones diplomáticas entre Sudán y Chad.
En julio de 2008, el fiscal de la Corte Penal Internacional, Luis Moreno Ocampo, acusó a al-Bashir de genocidio, crímenes contra la humanidad y crímenes de guerra en Darfur. La corte resolvió en una orden de arresto para al-Bashir en el 4 de marzo de 2009 por crímenes de guerra y crímenes contra la humanidad, pero determinó que no había suficiente evidencia para procesarlo por genocidio. La orden fue entregada al gobierno sudanés, que no la llevó a cabo. Al-Bashir es el primer jefe de Estado acusado de un crimen por la Corte Penal Internacional. La decisión de la corte fue rechazada por la Unión Africana, la Liga Árabe, el Movimiento de Países No Alineados y los gobiernos de Rusia y China. Un experto exhortó a la corte a suspender la orden de arresto.
En las elecciones generales de Sudán de 2010, el partido de Al-Bashir, el Partido del Congreso Nacional, fue declarado vencedor con el 68% de los votos.
Un reporte de Wikileaks sugirió también que el presidente sudanés había tomado fondos del estado por importe de nueve mil millones de dólares para uso personal. Esto fue apoyado por el fiscal de la Corte Penal Internacional, quien afirmó contar con pruebas de corrupción.

## Biografía

### Primeros años
Al-Bashir nació el 1 de enero de 1944 en Hosh Bannaga, un pueblo en las afueras de Shendi, justo al norte de la capital, Jartum, en una familia que proviene de la tribu Ja'alin del norte de Sudán. Su madre era Hedieh Mohamed al-Zain, quien murió en 2019.  Su padre, Hassan ibn Ahmed, era un pequeño granjero lechero. Es el segundo entre doce hermanos y hermanas; su hermano menor, Othman, fue asesinado en Sudán del Sur durante su presidencia. Su tío, Al Taib Mustafa, fue periodista, político y destacado opositor de Sudán del Sur. Cuando era niño, lo apodaban "Omeira", el pequeño Omar. Pertenece a los Banu Bedaria, una tribu beduina que pertenece a la coalición más grande Ja'alin, una tribu árabe sudanesa en el medio norte de Sudán (una vez parte del Reino de Egipto y Sudán). Cuando era niño, a Al-Bashir le encantaba el fútbol. "Siempre en defensa", dijo un primo. "Por eso entró en el ejército". Recibió su educación primaria allí y su familia se mudó más tarde a Jartum Norte, donde completó su educación secundaria y se convirtió en partidario de Al-Hilal. Al-Bashir está casado con su prima Fátima Khalid. También tiene una segunda esposa llamada Widad Babiker Omer, que tuvo varios hijos con su primer marido, Ibrahim Shamsaddin, miembro del Consejo del Comando Revolucionario para la Salvación Nacional que había muerto en un accidente de helicóptero. Al-Bashir no tiene hijos propios.
En 1975, al-Bashir fue enviado a los Emiratos Árabes Unidos como agregado militar sudanés. Cuando regresó a casa, al-Bashir fue nombrado comandante de guarnición. En 1981, al-Bashir volvió a su experiencia como paracaidista cuando se convirtió en comandante de una brigada de paracaidistas blindados.

### Orígenes y ascenso al poder
Ingresó en el ejército muy joven y estudió en la academia militar de El Cairo. Formado como paracaidista, participó junto al ejército egipcio en la guerra del Yom Kippur. A su regreso a Sudán, combatió en el ejército contra los rebeldes del sur. Ascendido a general y posteriormente encabezó un golpe de Estado que derrocó al gobierno legítimo y democrático en 1989. Disolvió el Parlamento, prohibió los partidos políticos y estableció una férrea censura de prensa, asumiendo los poderes ejecutivo, legislativo y el alto mando de las Fuerzas Armadas.

## Presidencia de Sudán (1993-2019)
Aliado con el Frente Islámico Nacional de Sudán, inició un proceso de islamización del país, sobre todo en la parte norte plenamente controlada por su ejército. El 16 de octubre de 1991 fue disuelto el Consejo Revolucionario que había provocado el golpe de Estado de 1989 y fue nombrado presidente de la República. En 1996, para legitimar su poder, celebró un plebiscito que lo eligió como jefe de Estado con todos los poderes de que gozaba hasta ese momento. En 1998 se aprobó una nueva constitución que permitía determinadas asociaciones políticas muy limitadas y creó la Asamblea Nacional, pero en diciembre de 1999, ante el peligro de perder el poder a manos del Frente Islámico, declaró el estado de emergencia, disolvió el gobierno y se deshizo de los elementos del mencionado Frente. Mantuvo el conflicto con el sur, aunque mitigado por un alto el fuego, y en la zona occidental de Darfur, donde no fue reconocido como presidente.
Fue acusado de ayudar a grupos terroristas islámicos y haber dado cobijo a Osama bin Laden, se le consideraba por Estados Unidos desde 1997 una "amenaza internacional" y fue incluido en 2001 en la lista de los siete países del mundo que albergan y patrocinan el terrorismo internacional, habiendo sido bombardeada por las Fuerzas Armadas de Estados Unidos en 1998 una fábrica bajo la alegación de que producía material susceptible de ser usado como armas químicas, aunque luego resultó ser falso.

### Compromiso contra el terrorismo
Desde los atentados del 11 de septiembre en Estados Unidos, Ahmad al-Bashir realizó un aparente giro, condenando todos los atentados habidos y manifestando su intención de cooperar con las Naciones Unidas. Hacia mediados de la década del 2000, la situación de casi permanente guerra civil que ha padecido Sudán desde su independencia entró en una dinámica de lenta resolución a través de la ONU, y bajo la presión de Estados Unidos, Francia, Reino Unido y Egipto.
Los vínculos islamistas de Sudán con organizaciones terroristas internacionales representaron un motivo especial de preocupación para el gobierno estadounidense, lo que llevó a la designación de Sudán en 1993 como Estado patrocinador del terrorismo y a la suspensión de las operaciones de la embajada de Estados Unidos en Jartum en 1996. A finales de 1994, en un esfuerzo inicial por revertir la creciente imagen de su nación en todo el mundo como un país que albergaba terroristas, Bashir cooperó en secreto con las fuerzas especiales francesas para orquestar la captura y arresto en suelo sudanés de Carlos el Chacal.
Estalló la controversia sobre si Sudán había ofrecido extraditar a bin Laden a cambio de rescindir las sanciones estadounidenses que interferían con los planes de Sudán de desarrollar campos petroleros en las zonas del sur del país. Funcionarios estadounidenses insistieron en que las reuniones secretas se acordaron solo para presionar a Sudán para que cumpliera con una serie de cuestiones antiterroristas. Los sudaneses insistieron en que se había hecho una oferta para extraditar a Bin Laden en una reunión secreta a solas en un hotel de Fairfax entre Erwa y el entonces jefe de la Oficina de la CIA en África, con la condición de que Washington pusiera fin a las sanciones contra el régimen de Bashir. El embajador Timothy M. Carney asistió a una de las reuniones del hotel Fairfax. En un artículo de opinión conjunto publicado en la sección Outlook del Washington Post en 2003, Carney e Ijaz argumentaron que, de hecho, los sudaneses habían ofrecido extraditar a bin Laden a un tercer país a cambio de un alivio de las sanciones.

### Sudán del Sur
Cuando al-Bashir asumió el poder, la segunda guerra civil sudanesa llevaba nueve años. La guerra pronto se convirtió en un conflicto entre el Ejército de Liberación del Pueblo de Sudán y el gobierno de al-Bashir. La guerra provocó que millones de sureños fueran desplazados, hambrientos y privados de educación y atención médica, con casi dos millones de víctimas. Debido a estas acciones, se impusieron varias sanciones internacionales a Sudán. Sin embargo, la presión internacional se intensificó en 2001 y los líderes de las Naciones Unidas pidieron a al-Bashir que hiciera esfuerzos para poner fin al conflicto y permitir que los trabajadores humanitarios e internacionales entregaran ayuda a las regiones del sur de Sudán. 
La guerra entre el norte y el sur terminó con el Acuerdo de Naivasha de 2005. A los que seguiría un referéndum sobre la independencia. Creó un puesto de co-vicepresidente y permitió que el norte y el sur dividieran los depósitos de petróleo en partes iguales, pero también dejó a los ejércitos del norte y del sur en su lugar. John Garang, covicepresidente designado por el acuerdo de paz surcoreano, murió en un accidente de helicóptero el 1 de agosto de 2005, tres semanas después de haber prestado juramento.  Esto dio lugar a disturbios, pero la paz finalmente se restableció y permitió a los sureños votar en un referéndum de independencia al final del período de seis años.  El 9 de julio de 2011, tras un referéndum, la región de Sudán del Sur se separó de Sudán para formar Sudán del Sur.

### Conflicto en Darfur
Desde 1968, los políticos sudaneses habían intentado crear facciones separadas de "africanos" y "árabes" en la zona occidental de Darfur, una tarea difícil ya que la población estaba sustancialmente casada entre sí y no se podía distinguir por el tono de piel. Esta inestabilidad política interna se vio agravada por los conflictos transfronterizos con Chad y Libia y la hambruna de Darfur de 1984-1985. En 2003, el Movimiento Justicia e Igualdad y el Ejército de Liberación Sudanés –acusando al gobierno de descuidar Darfur y oprimir a los no árabes en favor de los árabes– comenzaron una insurgencia armada.
Las estimaciones varían sobre el número de muertes resultantes de los ataques a la población no árabe/arabizada por parte de la milicia Janjaweed: el gobierno sudanés afirma que hasta 10.000 han muerto en este conflicto; las Naciones Unidas informaron que alrededor de 300.000 habían muerto hasta 2010, y otros informes sitúan las cifras entre 200.000 y 400.000. Durante una entrevista con David Frost para el programa Al Jazeera English Frost Over The World en junio de 2008, al-Bashir insistió en que no más de 10.000 habían muerto en Darfur.
El 4 de marzo de 2009 la Corte Penal Internacional (CPI) ordenó su captura por presuntos crímenes de guerra y contra la humanidad en la región de Darfur, haciendo lugar al pedido del fiscal argentino Luis Moreno Ocampo. En represalia, ordenó expulsar del país, al menos, a 13 ONG, lo que deja sin ayuda humanitaria a más de un millón de refugiados.
En 2009, el general Martin Luther Agwai, jefe de la UNAMID, dijo que la guerra había terminado en la región, aunque persistían disputas de bajo nivel. "El bandidaje, los problemas localizados, la gente que intenta resolver los problemas sobre el agua y la tierra a nivel local. Pero creo que la guerra real como tal ya lo hemos superado", dijo. Esta perspectiva se contradice con informes que indican que la violencia continúa en Darfur mientras que los esfuerzos de paz se han estancado repetidamente. La violencia entre el ejército de Sudán y los combatientes rebeldes ha acosado a los estados de Kordofán del Sur y Nilo Azul desde las disputadas elecciones estatales de mayo de 2011, una crisis humanitaria en curso que ha provocado la condena internacional y audiencias en el Congreso estadounidense. En 2012, las tensiones entre Sudán y Sudán del Sur alcanzaron un punto de ebullición cuando el ejército sudanés bombardeó territorio en Sudán del Sur, lo que provocó hostilidades por los campos petroleros en disputa de Heglig (o Panthou) ubicados a lo largo de la frontera entre Sudán y Sudán del Sur. Omar al-Bashir buscó la ayuda de numerosos países no occidentales después de que Occidente, liderado por Estados Unidos, impusiera sanciones contra él, dijo: "Desde el primer día, nuestra política fue clara: mirar hacia el Este, hacia China, Malasia, India, Pakistán, Indonesia e incluso Corea y Japón, incluso si la influencia occidental sobre algunos [de estos] países es fuerte. Creemos que la expansión china fue natural porque llenó el espacio dejado por los gobiernos occidentales, los Estados Unidos y la comunidad internacional. "El éxito del experimento sudanés al tratar con China sin condiciones ni presiones políticas alentó a otros países africanos a mirar hacia China".
Al-Bashir en su discurso dijo que la prioridad de su gobierno era poner fin a la rebelión armada y los conflictos tribales para ahorrar sangre y dirigir las energías de los jóvenes hacia la construcción de Sudán en lugar de "matar y destruir". Llamó a los jóvenes de los grupos rebeldes a deponer las armas y unir esfuerzos para construir el país. Al Bashir se considera un hombre agraviado e incomprendido. Él asume toda la responsabilidad por el conflicto en Darfur, dice, pero afirma que su gobierno no inició los combates y ha hecho todo lo que estuvo en su poder para ponerles fin.
Al Bashir había firmado dos acuerdos de paz para Darfur:
- El Acuerdo de Paz de Darfur de 2006, también conocido como "Acuerdo de Abuja", fue firmado el 5 de mayo de 2006[45] por el gobierno de Sudán junto con una facción del SLA liderada por Minni Minnawi. Sin embargo, el acuerdo fue rechazado por otros dos grupos más pequeños, el Movimiento Justicia e Igualdad (JEM) y una facción rival del SLA liderada por Abdul Wahid al Nur.[46][47]
- El Acuerdo de Paz de Darfur de 2011, también conocido como "Acuerdo de Doha", fue firmado en julio de 2011 entre el gobierno de Sudán y el Movimiento por la Liberación y la Justicia. Este acuerdo estableció un fondo de compensación para las víctimas del conflicto de Darfur, permitió al presidente de Sudán nombrar a un vicepresidente de Darfur y estableció una nueva Autoridad Regional de Darfur para supervisar la región hasta que un referéndum pueda determinar su estatus permanente dentro de la República de Sudán.[48]

El acuerdo también preveía compartir el poder a nivel nacional: los movimientos que firmen el acuerdo tendrán derecho a nominar dos ministros y dos cuatro ministros de estado a nivel federal y podrán nominar 20 miembros para la legislatura nacional. Los movimientos tendrán derecho a nombrar dos gobernadores estatales en la región de Darfur.

### Intervención militar en Yemen
En 2015, Sudán participó en la intervención liderada por Arabia Saudita en Yemen contra los hutíes chiitas y las fuerzas leales al expresidente Ali Abdullah Saleh fue depuesto durante la Revolución yemení de 2011-2012.  Reuters informó que "la guerra en Yemen le ha dado a Omar Hassan al-Bashir, un hábil operador político que ha gobernado Sudán durante un cuarto de siglo, la oportunidad de mostrar a las ricas potencias suníes que puede ser un activo contra la influencia iraní, si el precio es el adecuado".

### Agencia espacial africana
En 2012, al-Bashir propuso crear una agencia espacial continental en África. En un comunicado dijo; "Estoy pidiendo el proyecto más grande, una agencia espacial africana. África debe tener su agencia espacial... [Ésta] liberará a África de la dominación tecnológica". Esto se produjo tras los llamamientos anteriores realizados en 2010 por la Unión Africana (UA) para realizar un estudio de viabilidad que elaboraría una "hoja de ruta para la creación de la agencia espacial africana". La astronomía africana recibió un gran impulso cuando Sudáfrica obtuvo la mayoría de las acciones del Square Kilometer Array, el radiotelescopio más grande del mundo. Verá platos instalados en nueve países africanos. Pero los escépticos se han preguntado si un organismo continental al estilo de la NASA o la Agencia Espacial Europea sería asequible.

### Últimos años en la presidencia
En enero de 2018, implementó el plan de austeridad del Fondo Monetario Internacional, transfiriendo algunos sectores de importación al sector privado. Como resultado, el precio del pan se duplicó; el precio de la gasolina aumentó un 30 %. La inflación alcanzó el 40 %. Los movimientos estudiantiles y el Partido Comunista de Sudán organizaron manifestaciones para desafiar la política de Omar al-Bashir. Este último reaccionó arrestando al secretario general del Partido Comunista y a otros dos dirigentes del partido, y cerrando seis periódicos.
Desde diciembre de 2018, su régimen se enfrentó al mayor movimiento de protesta en la historia reciente del país. El levantamiento tuvo lugar en las ciudades del extremo norte, en particular alrededor de la ciudad de Atbara, el centro histórico del sindicalismo sudanés. Las demandas, inicialmente centradas en cuestiones económicas (más de 20 millones de personas viven por debajo del umbral de la pobreza), evolucionaron frente a la represión hacia una lucha por la dimisión de Omar al-Bashir. A 28 de diciembre de ese año, unas 40 personas habían sido asesinadas según fuentes médicas.

### Derrocamiento
El día 11 de abril de 2019, el presidente de Sudán Omar al Bashir, dimitió bajo la presión de las manifestaciones callejeras y del ejército que le obligó a presentar su renuncia. Bashir quedó bajo estricto arresto domiciliario y se celebraron consultas para establecer un Consejo Militar Transitorio para dirigir el país. En el momento de su arresto, al-Bashir había sido el líder de Sudán con más años de servicio desde que el país obtuvo su independencia en 1956, y era el presidente de la Liga Árabe con más tiempo en el poder. El ejército también ordenó el arresto de todos los ministros del gabinete de al-Bashir, disolvió la Legislatura Nacional y formó un Consejo Militar de Transición, dirigido por su propio primer vicepresidente y ministro de Defensa, el teniente general Ahmed Awad Ibn Auf.

## Postpresidencia
El 17 de abril de 2019, Al Bashir fue trasladado de su arresto domiciliario a la prisión de Kobar, en Jartum.  El 13 de mayo de 2019, la fiscalía acusó a al-Bashir de "incitar y participar" en el homicidio de manifestantes. Durante los meses siguientes comenzó un juicio por corrupción (después de que se encontraran 130 millones de dólares en su casa) y lavado de dinero contra al-Bashir. El 14 de diciembre de 2019 fue condenado por blanqueo de capitales y corrupción. Fue condenado a dos años de prisión.
El 21 de julio de 2020 comenzó su juicio por el golpe que lo llevó al poder. Unos 20 militares fueron acusados por su papel en el golpe. El 20 de diciembre de 2022, al-Bashir dijo que tiene toda la responsabilidad por los acontecimientos que tuvieron lugar en el país el 30 de junio de 1989. Se espera que el juicio continúe durante varios meses más y, si es declarado culpable, Bashir podría enfrentarse a la pena de muerte.  Sin embargo debido a ciertas complicaciones en el país, se decidió juzgarlo en Sudán, durante la pandemia de COVID-19. El juicio ha sido pospuesto tres veces.
El 21 de septiembre de 2021, el gobierno de Sudán acusó a los leales a Bashir de un intento de golpe de Estado frustrado. Fuentes cercanas al gobierno dijeron que los instigadores fueron arrestados y estaban siendo interrogados.

### Juicio
El 5 de noviembre de 2019, la alianza Fuerzas de la Libertad y el Cambio (FFC), que ostenta el poder político indirecto durante los 39 meses de transición sudanesa a la democracia, declaró que había llegado a una decisión consensuada a favor de transferir a al-Bashir a la CPI después de la finalización de su juicio por corrupción y lavado de dinero.  En los días siguientes, el primer ministro sudanés del período de transición, Abdalla Hamdok, y el miembro del Consejo de Soberanía, Siddiq Tawer, declararon que al-Bashir sería transferido a la CPI. El 11 de febrero de 2020, el consejo militar gobernante de Sudán acordó entregar al derrocado al-Bashir a la CPI en La Haya para que enfrente cargos de crímenes contra la humanidad en Darfur. En octubre de 2020, la fiscal jefe de la CPI, Fatou Bensouda, y una delegación llegaron a Sudán para discutir con el gobierno sobre la acusación de Bashir. En un acuerdo con los rebeldes de Darfur, el gobierno acordó establecer un tribunal especial para crímenes de guerra que incluiría a Bashir.

### Detención
El 26 de abril de 2023, las Fuerzas Armadas de Sudán declararon que al-Bashir, Bakri Hassan Saleh, Abdel Rahim Mohammed Hussein y otros dos exfuncionarios fueron trasladados de la prisión de Kobar al Hospital Militar de Alia, en Omdurman, debido al conflicto que estalló a principios de ese mes.